# Istoria Uniunii Sovietice (1953-1985)

## Destalinizarea și era Hrușciov
După moartea lui Stalin din martie 1953, el a fost succedat de Nikita Sergheevici Hrușciov în funcția de Prim Secretar al Comitetului Central al Partidului Comunist al Uniunii Sovietice și de Gheorghi Malenkov în funcția de Premier al Uniunii Sovietice. Noua conducere a decretat o amnistie pentru anumite categorii de deținuți de drept comun, au anunțat scăderi ale prețurilor și au relaxat câteva restricții politice. Destalinizarea a adus și încheierea rolului major în economie al muncii forțate în Gulaguri.
Pe perioada conducerii colective, Hrușciov și-a consolidat puterea treptat. În discursul "Despre cultul personalității și consecințele sale'' ținut la sesiunea închisă la Congresul al XX-lea al Partidului Comunist din 25 februarie 1956, Hrușciov și-a șocat ascultătorii prin denunțarea conducerii dictatoriale a lui Stalin și a cultului personalității. El a atacat de asemenea și crimele făcute de colaboratorii apropiați ai lui Stalin. 
Impactul discursului asupra politicii sovietice a fost imens. Discursul a distrus orice urmă de legitimitate ai rivalilor staliniști rămași încă în lupta pentru putere, crescând foarte mult puterea lui Hrușciov în partid. În acest timp, Hrușciov a împuținat restricțiile, a eliberat un număr de disidenți și a inițiat politici economice care au pus un mai mare accent pe producția și comercializarea bunurilor de larg consum decât pe industria grea și extractivă.
În același an, Revoluția anticomunistă din Ungaria a fost înăbușită în mod brutal de trupele sovietice. Între 25.000 și 50.000 de insurgenți maghiari și cam 7.000 de militari sovietici au fost uciși, alte mii au fost răniți, iar aproximativ un sfert de milion de maghiari au părăsit țara ca emigranți. Revoluția a fost o lovitură dată comuniștilor din Europa de vest, mulți dintre cei care sprijiniseră URSS în trecut au devenit critici ai sovieticilor.
În următorul an, Hrușciov a înfrânt o încercare a staliniștilor de a recuceri puterea, învingând în mod decisiv membrii așa numitului "Grup antipartinic". Acest eveniment a relevat și noua natură a politicii sovietice – atacul decisiv asupra staliniștilor a fost făcut de ministrul apărării Gheorghi Jukov, iar amenințarea complotiștilor a fost clară. Totuși, niciunul dintre complotiștii grupului nu a fost ucis. Gheorghi Malenkov a fost numit director al unei hidrocentrale în Caucaz și altul, Viaceslav Molotov, a fost numit ambasador în Mongolia.
Hrușciov a devenit premier pe 27 martie 1958, după o serie lungă și complexă de manevre, printre care cea crucială a îndepărtării celui mai posibil succesor al lui Stalin, Lavrenti Beria, șeful NKVD, (poliția secretă sovietică).
Deceniul care a urmat morții lui Stalin a fost martorul reafirmării  puterii politice în dauna mijloacelor de costrângere. Partidul a devenit instituția dominantă, iar puterea armatei și a poliției secrete a scăzut.
Sprijinul acordat țărilor în curs de dezvoltare, ca și cercetării științifice, în mod special în tehnologia spațială, dar și menținerea în cursa înarmărilor, a făcut ca Uniunea Sovietică să rămână una dintre cele două supraputeri mondiale. URSS a lansat pe orbită primul satelit artificial al pământului, Sputnik, care a zburat pe orbită circumterestră în 1957. Uniunea Sovietică a lansat și primul om în spațiu, cosmonautul Iuri Gagarin, în 1961.
Hrușciov a dejucat planurile rivalilor săi staliniști. El era însă privit de inamicii săi politici – în special de casta aflată în plină ascensiune a tehnocraților – ca un țăran necivilizat care-și întrerupea partenerii de discuție pentru a-i insulta.

### Reformele și căderea lui Hrușciov

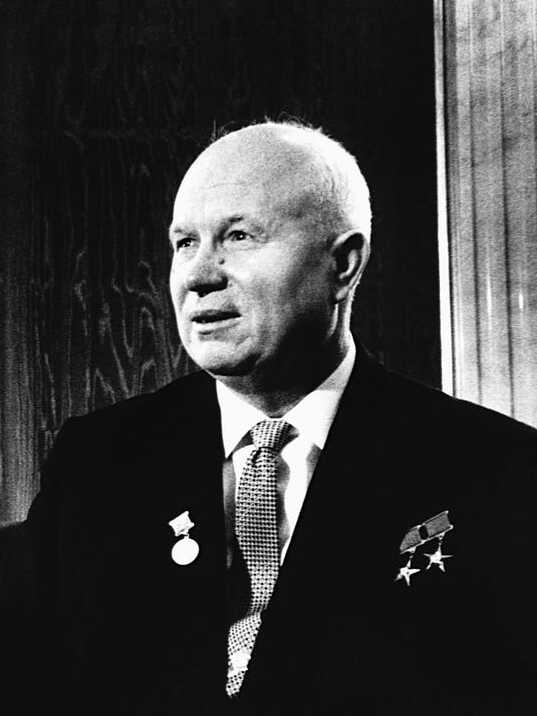
Nikita Hrușciov în 1962

De-a lungul anilor când s-a aflat la putere, Hrușciov a încercat să ducă la bun sfârșit reforme în diverse domenii. Problemele agriculturii sovietice, o preocupare majoră a lui Hrușciov, se bucurase de atenția conducerii colective care introdusese inovații importante în această ramură a economiei sovietice. Statul a încurajat țăranii să cultive mai mult pe loturile în folosință, a îmbunătățit plata pentru recoltele obținute de colhozuri și a investit mult mai mult în agricultură.
În campania sa dramatică de desțelenire a pământurilor virgine de la mijlocul anilor 60, Hrușciov a impulsionat cultivarea unor arii întinse din Kazahstan și din zonele învecinate ale Rusiei. Aceste noi zone agricole erau amenințate de secetă, dar în unii ani au produs recolte excelente. Alte inovații ale lui Hrușciov s-au dovedit contraproductive. Planurile lui de cultivare a porumbului și de creștere a producției de carne și de produse lactate au dat greș în mod lamentabil, iar încercarea de a reorganiza colhozurile în unități agricole mai mari, a produs confuzie în zona rurală. 
Tentativele lui Hrușciov de reformă în industrie și în organizarea administrativă au creat probleme și mai mari. Într-o mișcare motivată politic de slăbire a puterii birocratice centrale, Hrușciov a renunțat în 1957 la ministerele industriale din Moscova și le-a înlocuit cu soviete (consilii) economice regionale (sovnarhoz). În era Hrușciov, s-a început edificarea de complexe de apartamente construite rapid, din elemente prefabricate.
Deși el a intenționat ca aceste consilii economice să răspundă mai mult nevoilor locale, descentralizarea industriei a dus la disfuncționalități și la ineficiență. Legată de această descentralizare, a fost decizia luată în 1962 de Hrușciov de a rearanja organizațiile de partid pe sectoare mai degrabă economice decât administrative. Această bifurcare a aparatului de partid în sectoarele agricol și industrial la nivelul provinciilor (oblastii) și mai jos, a contribuit la dezorganizarea muncii oficialilor de partid de la toate nivelurile. Simptomatic pentru dificultățile economice a fost abandonarea în 1963 a planului septenal (1959 – 1965) cu doi ani înainte de termen. 
Începând cu 1964, prestigiul lui Hrușciov a avut de suferit în multe sectoare. Creșterea industrială a scăzut, iar agricultura nu arăta vreun semn de progres. În domeniul politicii internaționale, ruptura chino-sovietică, criza Berlinului, și criza rachetelor din Cuba au dăunat statutului internațional al Uniunii Sovietice, iar eforturile lui Hrușciov de a îmbunătăți relațiile cu Occidentul au întâmpinat opoziția conducerii militare. Reorganizarea partidului din 1962 a adus dezordine în ierarhia sovietică de comandă.
În domeniul politicii militare, Hrușciov a urmărit neabătut o politică de dezvoltare a rachetelor strategice și tactice sovietice, în încercarea de reducere a mărimii forțelor armate, cu scopul declarat de eliberare a forței de muncă tinere necesare în domeniile civile ale economiei, în special în cel al bunurilor de consum. Și această politică s-a dovedit dezastruoasă, îndepărtând figuri cheie ale corpului de comandă sovietic, culminând cu, așa cum a fost perceput prin ochii sovieticilor, dezastruoasa Criza rachetelor din Cuba. În ciuda reducerii pe scară largă a forțelor militare sovietice, dezghețul relațiilor est-vest nu a avut amploarea așteptată. 
Lăudăroșenia lui Hrușciov în legătură cu rachetele nucleare sovietice i-au oferit lui John F. Kennedy un argument hotărâtor împotriva lui Richard Nixon în alegerile prezidențiale din SUA din 1960 — așa-numitul „dezechilibru al rachetelor”. Toate încercările, probabil sincere, ale lui Hrușciov de a construi o puternică relație personală cu noul președinte american au dat greș, iar combinația de fanfaronadă, prognozare greșită și nenoroc a dus la eșecul cubanez. 
În octombrie 1964, în timp ce Hrușciov era în vacanță în Crimeea, Prezidiul a votat destituirea sa din funcție și a refuzat să-i permită să-și prezinte cazul în fața Comitetului Central. Hrușciov s-a retras ca un cetățean de rând după ce succesorii lui l-au învinuit pentru "scheme aiurite, concluzii imature și decizii pripite." 
Totuși, Hrușciov trebuie ținut minte pentru dezavuarea publică a stalinismului, liberalizarea crescută a vieții în țară și pentru mai marea flexibilitate pe care a adus-o în conducerea sovietică.

## Era Brejnev
După 1964, primul Secretar al PCUS, Leonid Brejnev, și premierul Alexei Kosîghin s-au afirmat ca cei mai influenți politicieni în noua conducere colectivă. Dornic să evite greșelile lui Hrușciov, Brejnev și Kosîghin , care reprezentau noua generație a tehnocraților post-revoluționari, au condus statul și partidul într-o manieră discretă și prevăzătoare. 
Pe la mijlocul deceniului al saptelea, URSS era o societate industrializată complexă, cu o diviziune a muncii dezvoltată și cu o industrie răspândită și interconectată pe o uriașă întindere geografica, o forță militară care atinsese paritatea cu puterile occidentale. Reformele sociale și politice au fost în cea mai mare parte oprite, ceea ce a dus la apariția termenului de "stagnare" (застой, zastoi).
În ceea ce privește economia, până când primul plan cincinal a fost stabilit de Gosplan prin procesul de planificare centralizată, (vezi și: Planificarea sovietică), Uniunea Sovietică era în principal o țară agrară, căreia îi lipseau elementele de industrializare specifice națiunilor occidentale. De aceea, scopurile planificării sovietice erau construirea unei puternice baze economice, dezvoltarea extensivă și mobilizarea resurselor. Uniunea Sovietică a clădit o industrie modernă mai rapid decât orice altă națiune de până atunci, dar cu uriașe costuri umane, deseori prin exploatarea muncii condamnaților din Gulag, și prin militarizarea fabricilor. 
Sub conducerea lui Brejnev, economia sovietică încă nu își epuizase posibilitățile de creștere. Statul sovietic a îmbunătățit standardul de viață prin dublarea salariilor în mediul urban, prin creșterea cu 75% a veniturilor în mediul rural, construind milioane de apartamente individuale și prin fabricarea a mari cantități de bunuri de larg consum și de bunuri de folosință îndelungată. 
Produsul industrial a crescut cu 75%. Uniunea Sovietică a devenit cel mai mare producător de petrol și oțel. Cei douăzeci de ani care au urmat morțiii lui Stalin] (1953) au fost cei mai buni din istoria țării pentru toate categoriile de cetățeni, privind din punct de vedere al nivelului de viață, stabilității și păcii. 
Teroarea, foametea și războiul mondial au devenit doar niște amintiri urâte, în vreme ce valul istoriei se părea că se întorcea în favoarea Uniunii Sovietice. Statele Unite ale Americii erau împotmolite în recesiunea economică rezultantă a embargoului petrolier al OPEC, în inflația cauzată de cheltuielile guvernamentale excesive cerute de implicarea țării în războiul din Vietnam, fără să se mai menționeze încurcăturile generate de implicarea în război. În  același timp, poziția Moscovei se întărea, câștigând noi poziții strategice prin victoriile obținute de regimurile pro-sovietice din lumea a treia. Vietnamul de Nord a învins în cele din urma SUA, iar Vietnamul s-a reunificat într-un nou stat comunist, în vreme ce noi mișcări insurgente marexiste apăreau în Africa, Asia de Sud-Est și America Latină. 

### Problemele economiei planificate
În ultimii ani ai perioadei Brejnev, economia URSS-ului a încetat să se mai dezvolte, iar populația a început să pretindă tot mai multe bunuri de larg consum . 
În anii postbelici, economia sovietică a întrat într-o perioadă de creștere intensivă bazată pe creșterea productivității, deosebită de creșterea extensivă din peroada stalinistă. 
Cu cât economia sovietică devenea mai complexă, era nevoie de o tot mai complexă diversificare a cifrelor de plan, o tot mai bună comunicare între întreprinderi și ministerele planificatoare. Economia sovietică a devenit din ce în ce mai greoaie când a venit timpul să răspundă la schimbări, să adopte tehnologii noi și să acorde stimulente la toate nivelurile pentru  mărirea productivității, eficienței și creșterii economice. 
La nivel de întreprindere, directorii erau mai procupați de carierismul instituțional decât de creșterea productivității. Ei primeau salarii fixe și stimulente pentru îndeplinirea planului de producție, precum erau bonusurile la salariu, accesul la clinici speciale sau la case de odihnă cu regim închis. Îndeplinirea sarcinilor de plan nu aducea numai beneficii ci, de multe ori, și creșterea planurilor de producție peste capacitatea unităților economice. 
De aceea, era de dorit din punct de vedere al directorilor ca planul de producție să fie depășit, dar nu cu mult. Întreprinderile își subestimau cu bună știință capacitățile de producție pentru a se târgui pentru cifre de plan mai avantajoase și mai ușor de îndeplinit. 
O altă problemă era aceea că planurile de producție prevedeau numărul bunurilor care ar fi trebuit produse, nu și calitatea lor. De aceea, directorii erau tentați să îndeplinească planul de producție prin sacrificarea calității în favoarea cantității. O mare parte a producției sovietice era sub standardele internaționale de calitate. 
Planificarea era foarte rigidă: directorii de unități economice nu aveau permisiunea să se abată de la plan, fiindu-le alocate anumite fonduri, materiale și forță de muncă. Ca rezultat, nu putea fi îmbunătățită productivitatea prin concedierea forței de muncă suplimentare, iar, pe de altă parte, în unitățile în care se ducea lipsă de mână de lucru nu puteau fi angajați muncitori în plus.   
La nivel de întreprindere, nu exista nici un interes pentru aplicarea tehnologiilor care ar fi adus economii de bani, energie sau materii prime. Planificatorii mai degrabă ofereau prețuri scăzute consumatorilor (prețuri susținute prin subvenții), decât să încurajeze producătorii să producă la prețuri mai mici. Altfel spus, inovația tehnologică nu reușea de cele mai multe ori să facă procesele industriale mai profitabile pentru cei interesați. 
În timpurile lui Hrușciov și Brejnev s-au făcut mari concesiuni consumatorilor: salariile muncitorilor erau relativ ridicate, în vreme ce prețurile erau menținute la niveluri scăzute în mod artificial prin mijloace administrative. Mai mult chiar, rata de creștere a veniturilor era mai ridicată decât cea a creșterii prețurilor și aceasta în ciuda productivității scăzute. Din această cauză, la un moment dat au apărut crize în aprovizionarea cu diferite bunuri de primă necesitate sau de folosință îndelungată. 
Cursa inarmărilor era un alt element care destabiliza economia sovietică. Cu un venit național de maximum 70% din cel al Statelor Unite ale Americii, sovieticii cheltuiau cel puțin tot atât de mult ca americanii, forțând țara să folosească o cotă mult mai mare din resursele societății pentru susținerea sectorului militar.

### Propunerile de reformă
După ce atmosfera politică a devenit tot mai relaxată după destalinizare, în rândurile funcționarilor din vârful ierarhiei partidului comunist a apărut o mișcare de reformă care a supraviețuit debarcării din 1964 a inițiatorului ei, Hrușciov. 
Reformele anului 1965 orientate către piață, bazate pe ideile economistului sovietic Evsei Liberman, sprijinite de primul-ministru Alexei Kosîghin, au fost o încercare de restructurare a sistemului economic și de rezolvare a problemelor care apăreau tot mai des la nivel de intreprindere. Reformele lui Kosîghin făceau ca intreprinderile să aibă un control sporit asupra propriei producții și o anumită flexibilitate în ceea ce privește nivelul salariilor. Aceste reforme ar fi trebuit să asigure obținerea de profit la nivelul fiecărei întreprinderi, căreia i se permitea să rețină o cotă parte a banilor obținuți pentru a fi folosiți conform interesului propriu. 
Până la sfârșitul celui de-al șaptelea deceniu al secolului trecut, Uniunea Sovietică avea încă rate de creștere mai mari decât ale țărilor occidentale. Unii specialiști ruși și sovietici au afirmat că reformele lui Kosîghin din 1965 – nu ale lui Gorbaciov  douăzeci de ani mai târziu – au fost ultima șansă de salvare a conducerii birocratice sovietice, a sistemului economic de comandă și de protejare a populației de greutățile economice care au apărut înainte de venirea la putere a lui Gorbaciov. 
Totuși, stilul noii conduceri punea anumite probleme pentru politicile de reformă. Conducerea colectivă căuta să reconcilieze numeroase interese a prea multe sectoare diferite ale statului, partidului și birocrației economice. În acest fel, ministerele planificatoare și armata – cele mai sensibile sectoare ale reformelor lui Kosîghin – au fost capabile să obstrucționeze în mod considerabil eforturile pentru reforme. 
Temându-se de îndepărtatrea de politica de planificare detaliată centralizată de sus în jos, ministerele planificatoare – al căror număr creștea rapid – au reacționat pentru a-și apăra propria putere. Ministerele controlau aprovizionarea și răsplăteau creșterile performanței, aceasta fiind un element formidabil de puternic în controlarea societății sovietice. Pentru a-și menține controlul asupra industriei, planificatorii au început să conceapă instrucțiuni tot mai detaliate, care au întârziat reformele, împiedicând libertatea de acțiune a intreprinderilor. 
Kosîghin, în acest timp, era lipsit de puterea și de sprijinul necesar luptei cu birocrația ministerială. De vreme ce aceste reforme erau menite să crească productivitatea prin debarasarea de forța de muncă suplimentară, sprijinul în rândurile muncitorimii a lipsit aproape cu desăvârșire. Nici chiar conducerile intreprinderilor, care ar fi trebuit să se folosească cel mai mult de aceste reforme, nu au acordat întreg sprijinul lor schimbărilor, temându-se de orice schimbare a unui sistem greoi, dar verificat. 
În cele din urmă, în 1968, a apărut evenimentul Primăverii de la Praga, când perioada de liberalizare politică din Cehoslovacia a luat sfârșit pe 20 august prin intervenția a 200.000 de militari și 5.000 de tancuri ai Pactului de la Varșovia, conform a ceea ce avea să se numească Doctrina Brejnev. 
Până la începutul deceniului al optulea, puterea partidului de influențare a birocrației economice și a armatei a scăzut în mod considerabil. Momentul favorabil pentru reforme a fost pierdut, Uniunea Sovietică intrând în perioada cunoscută ca stagnarea brejnevistă, orice reformă fiind amânată până la venirea la putere a lui Mihail Gorbaciov. 
Pe 25 decembrie 1979 Uniunea Sovietică invada Afganistanul. URSS a fost implicată într-un război care a costa viețile a aproximativ 15.000 de soldați sovietici și distrus numeroase vehicule blindate, avioane și alte materiale militare. Uniunea Sovietică avea să se retragă de-abia în 1989 din Afganistan. 
În 1980, mișcarea reformistă Solidaritatea din Polonia a fost inăbușită de conducătorul guvernului comunist, Wojciech Jaruzelski, prin proclamarea legii marțiale. Comuniștii polonezi s-au temut că, în cazul continuării protestelor Solidarității, sovieticii ar fi putut declana o intervenție similară cu cea din 1968 din Cehoslovacia. Solidaritatea a supraviețuit însă anilor în care legea marțială a fost in vigoare, subminând în continuare influența sovietică asupra Poloniei.

## Conducerile de tranziție
În 1982, stagnarea economiei sovietice era evidentă. URSS ajunsese să importe cereale din SUA, fără ca acest fapt să determine o schimbare în sistemul economiei planificate centralizate. A existat o perioadă de tranziție între perioadele Brejnev și Gorbaciov, cu unele elemente de reformă începute însă încă din 1983. 

### Perioada Andropov
La două zile de la moartea lui Brejnev a fost anunțată alegerea lui Iuri Andropov în funcția de Secretar General al Partidului Comunist al Uniunii Sovietice. Odată ajuns la putere, Andropov a trecut rapid la promovarea în funcții de conducere a propriilor aliați. În iunie 1983, el și-a asumat postul de Președinte al Prezidumului Sovietului Suprem, devenind astfel șeful statului. Lui Brejnev i-au fost necesari 13 ani pentru a accede la acest post. În perioada scurtă în care a fost la conducerea URSS-ului, Andropov a schimbat peste jumate dintre miniștrii sovietici și dintre primii secretari republicani ai partidului și mai mult de o treime dintre șefii de departamente ai aparatului conducător al Comitetului Central. El a schimbat pe liderii în vârstă cu unii mai tineri și mai dinamici. Capacitatea lui Andropov de a reforma aparatul conducător al partidului și al economiei a fost grav afectată de sănătatea precară a liderului sovietic, ca și de influența rivalului său, Constantin Ustinovici Cernenko, șeful de cadre al Comitetului Central. 
Politica internă a lui Andropov a urmărit restaurarea ordinei și disciplinei în societatea sovietică. El a evitat reformele politice și economice radicale, promovând în schimb o politică a onestității crescute în politică și experimente economice timide, similare cu cele asociate reformelor lui Kosîghin. În tandem cu aceste experimente economice, Andropov a lansat o campanie anticorupție care a atins vârfurile guvernului și partidului. Andropov a încercat de asemenea să întărească disciplina muncii. 
În domeniul afacerilor externe, Andropov a continuat lini politică brejnevistă. Relațiile americano-sovietice s-au deteriorat rapid în martie 1983, când președintele Ronald Reagan a numit Uniunea Sovietică "Imperiu al răului". Sovieticii au reacționat imediat criticând anticomunismul "belicos, lunatic" al lui Reagan. 
Sănătatea lui Andropov s-a deteriorat rapid, el decedând în februarie 1984, după ce nu mai fusese văzut în public mai multe luni. Cea mai importantă moștenire care a lăsat-o a fost descoperirea și promovarea lui Mihail Gorbaciov. Începând din 1978, Gorbaciov a avansat în doi ani până la statutul de membru plin al Biroului Politic. Responsabilitățile sale în domeniul cadrelor de partid i-au permis să distribuie favoruri și să-și creeze legături care s-au dovedit utile atunci când s-a pus problema alegerii Secretarului General. În occident exista convingrea că Andropov îl pregătea pe Gorbaciov să preia funcția supremă în stat. Totuși, deși Gorbaciov a ocupat funcția de adjunct al Secretarului General de-a lungul întregii perioade de boală a lui Andropov, funcția supremă în stat a fost ocupată de altcineva în 1984.

### Perioada Cernenko
La 72 de ani, atunci când, după lungi discuții, i-a succedat lui Andropov, Constantin Cernenco era deja un om bolnav și incapabil să joace un rol hotărâtor în luarea de decizii. Totuși, perioada scurtă cât a fost la putere a adus câteva schimbări politice importante. Schimbările de personal și investigațiile legate de corupție au încetat. Cernenko a fost apărărtorul unor investiții crescute în domeniile industriei bunurilor de larg consum, serviciilor și agriculturii. În această perioadă, represiunea KGB a disidenților sovietici a crescut. 
Deși Cernenko a cerut reluarea politicii de destindere, s-au făcut prea puține progrese pentru apropierea pozițiilor divergente ale principalilor actori de pe scena politică mondială. Uniunea Sovietică a boicotat Olimpiada de vară din 1984 din Los Angeles, ca răspuns la boicotul american din 1980 a Olimpiadei de vară de la Moscova. În vara anului 1984, Uniunea Sovietică a împiedicat o vizită în Germania de Vest a liderului est-german Erich Honecker. Luptele din Afganistan s-au intensificat, dar, târziu în toamna anului 1984, între SUA și URSS a intervenit un acord pentru reluarea discuțiilor pentru controlul armelor la începutul lui 1985. 
Starea proastă a sănătății lui Cernenko au pus acut problema succesiunii în fruntea statului sovietic. Cernenko i-a asigurat lui Gorbaciov o poziție înaltă în partid care i-a permis acestuia din urmă să aibă o mare influență în Politburo. Gorbaciov a fost suficient de priceput pentru a câștiga sprijinul influentului ministru al afacerilor externe Andrei Gromîko în lupta pentru succesiune. Când Cernenko a murit în martie 1985, Gorbaciov era cel mai bine poziționat candidat în cursa pentru șefia Partidului Comunist al Uniunii Sovietice. 
| <<articolul precedent | continuă... >> |